# أنطونيو مارتينيز (شاعر)
أنطونيو مارتينيز (بالإسبانية: Antonio Martínez Sarrión)‏ (و. 1939  م) هو شاعر، ومترجم إسباني، ولد في البسيط.

## التعليم
تعلم في جامعة مرسية ‏، في تخصص قانون، وتحصل منها على ليسانس (حتى 1961).